# جامع نعمان باشا
جامع النعمانية أو جامع نعمان باشا، وهو جامع تاريخي من مساجد العراق القديمة الأثرية، بني في القرن السادس الهجري، ويقع في محلة السرجخانة في مدينة الموصل.

## تاريخ المسجد
شيد وبني الجامع في عام 562هـ، وكان يعرف بمسجد السرجخانة، ويقع مقابل خان الغزل، وقد آل إلى السقوط والهدم، فهدمهُ السيد نعمان بك بن سليمان باشا بن محمد أمين باشا الجليلي عام 1212هـ، ووسع بناؤهُ وأضاف إليهِ ما يجاوره وأتخذهُ جامعاً وقد أتم بنيانهُ عام 1213هـ، وبنى في الجامع مدرسة وأوقف للجامع والمدرسة ما يكفي للنفقة عليهما.
وفي عام 1322هـ، بنى يحيى باشا ابن نعمان باشا سبيلخانة في الجامع وقبة للحرم على شكل نصف كرة داخلها زخارف وكان ظاهرها مزخرف بالكاشي الملون المزجج.
ويحتوي المصلى على محراب مبني من حجر المرمر على يسار المنبر.